# Proprietà di Markov
Nella teoria della probabilità, la proprietà di Markov per un processo stocastico consiste nella dipendenza esclusiva dallo stato presente della variabile casuale dei futuri stati, e per esempio non dagli stati passati (la storia o percorso del processo) ma soltanto dall'ultima osservazione.
Un processo con la proprietà di Markov è chiamato processo markoviano.
In matematica, se X(t), t > 0, è un processo stocastico, la proprietà di Markov dice che
{\displaystyle \mathrm {Pr} {\big [}X(t+h)=y\,|\,X(s)=x(s),s\leq t{\big ]}=\mathrm {Pr} {\big [}X(t+h)=y\,|\,X(t)=x(t){\big ]},\quad \forall h>0.}
I processi di Markov sono tipicamente detti omogenei se non c'è dipendenza da t, ovvero
{\displaystyle \mathrm {Pr} {\big [}X(t+h)=y\,|\,X(t)=x(t){\big ]}=\mathrm {Pr} {\big [}X(h)=y\,|\,X(0)=x(0){\big ]},\quad \forall t,h>0,}
altrimenti sono detti non omogenei. I processi markoviani omogenei, solitamente più semplici di quelli non omogenei, formano la classe più importante dei processi markoviani.
In alcuni casi, processi che paiono non markoviani possono avere comunque rappresentazioni markoviane, costruite espandendo il concetto dello stato corrente e di quello futuro. Posto che X sia un processo non markoviano, definiamo un processo Y tale che ogni stato di Y rappresenti un intervallo di tempo di X:
{\displaystyle Y(t)={\big \{}X(s):s\in [a(t),b(t)]\,{\big \}}.}
Se Y ha la proprietà di Markov, è una rappresentazione markoviana di X. In tal caso, X è anche detto processo markoviano di secondo ordine. I processi markoviani di più alto ordine sono definiti in modo analogo.
Alcuni esempi possono aiutare a comprendere meglio in cosa consiste la proprietà di Markov.
- Un esempio di processo non markoviano con una rappresentazione markoviana è una serie temporale a media mobile.
- Alcuni processi come il moto browniano sono markoviani.
- Si supponga di aver misurato la temperatura una volta al giorno per un totale di 90 misurazioni e di voler prevedere quale valore assumerà nel giorno seguente. Ci si rende facilmente conto che le misurazioni effettuate nei 90 giorni precedenti sono essenziali ai fini della previsione, perché da queste è possibile individuare se l'andamento della temperatura è crescente o decrescente e quindi facilitare la previsione del giorno seguente: in questo caso la storia passata (cioè le predette 90 misurazioni) è tutta importante ai fini della previsione futura e pertanto non gode della proprietà di Markov.